# Anže Kopitar
Anže Kopitar, född 24 augusti 1987 i Jesenice i Socialistiska republiken Slovenien i Socialistiska federationen Jugoslavien, är en slovensk professionell ishockeyspelare som spelar för Los Angeles Kings i NHL och den 16 juni 2016 valdes han till lagkapten i Los Angeles Kings. Han valdes som elfte spelare totalt i första rundan i NHL-draften 2005 av Los Angeles Kings. Kopitar är den förste ishockeyspelaren från Slovenien som spelat i NHL.

## Tidiga år
Kopitar föddes i Jesenice, Slovenien, vars land då var en del av Jugoslavien. Kopitar började åka skridskor vid fyra års ålder på familjens bakgård där hans far konstruerat en hockeyrink. Hans far, Matjaž, var själv en framgångsrik ishockeyspelare i Slovenien på 1990-talet. Hans yngre bror Gašper har spelat ishockey för Portland Winterhawks i den kanadensiska juniorligan WHL och för Mora IK i HockeyAllsvenskan.

## Karriär
Vid 16 års ålder vann Kopitar poängligan i den slovenska juniorishockeyligan. Efter succén i Slovenien valde Kopitar att flytta till Sverige inför säsongen 2004–05 för spel i Södertälje SK. Han blev skyttekung i den svenska juniorligan och gjorde 29 mål och 22 assists för totalt 51 poäng på 32 matcher och ansågs då vara en av Europas största talanger.
Efter sin första säsong i Sverige blev han vald som 11:e spelaren totalt i NHL-draften, och gjorde även sin första VM-turnering samma år, endast 17 år gammal. Kopitar blev efter draften inbjuden till Los Angeles Kings rookieläger, men bestämde sig för att fortsätta utvecklas som spelare ännu en säsong i Södertälje i Elitserien. Under säsongen 2005–06 gjorde han sammanlagt 20 poäng på 47 spelade matcher under grundserien samt 11 poäng på 10 spelade matcher under Kvalserien.
Säsongen 2006–07 gjorde han debut i NHL och gjorde omgående två mål i sin första match för Los Angeles Kings den 6 oktober 2006 mot Anaheim Ducks. Kopitar gjorde 20 mål och sammanlagt 61 poäng på 72 spelade matcher denna säsong, ett facit som skulle ge honom en tredje plats i NHL:s totala poängliga för nykomlingar, efter Evgeni Malkin och Paul Stastny. 
Följande säsong, 2007–08, förbättrade Kopitar sin poängproduktion då han gjorde totalt 77 poäng, vilket gav honom en första plats i Los Angels Kings interna poängliga. Han blev även uttagen till NHL All Star Game, där han representerade spelare från Western Conference.
11 oktober 2008 förlängde Kopitar sitt kontrakt med Los Angeles Kings. Den sjuåriga förlängningen är värd 46,7 miljoner dollar, omkring 335 miljoner kronor. Kopitar stod för sitt första hat trick i karriären 22 oktober 2009 mot Dallas Stars.
Kopitar gjorde sin bästa säsong rent poängmässigt i NHL 2009–10 då han noterades för sammanlagt 81 poäng på 82 spelade matcher.
Säsongen 2011–12 vann Kopitar Stanley Cup med Los Angeles Kings. Därmed blev han den förste slovenske spelaren att vinna Stanley Cup. 
Under NHL-lockouten 2012-2013 spelade han 31 matcher för Mora IK i HockeyAllsvenskan, för vilka han producerade 34 poäng. När lockouten senare var över samma säsong, den 6 januari 2013, återvände han tillbaka till Los Angeles Kings i NHL.

## Statistik

### Klubbkarriär

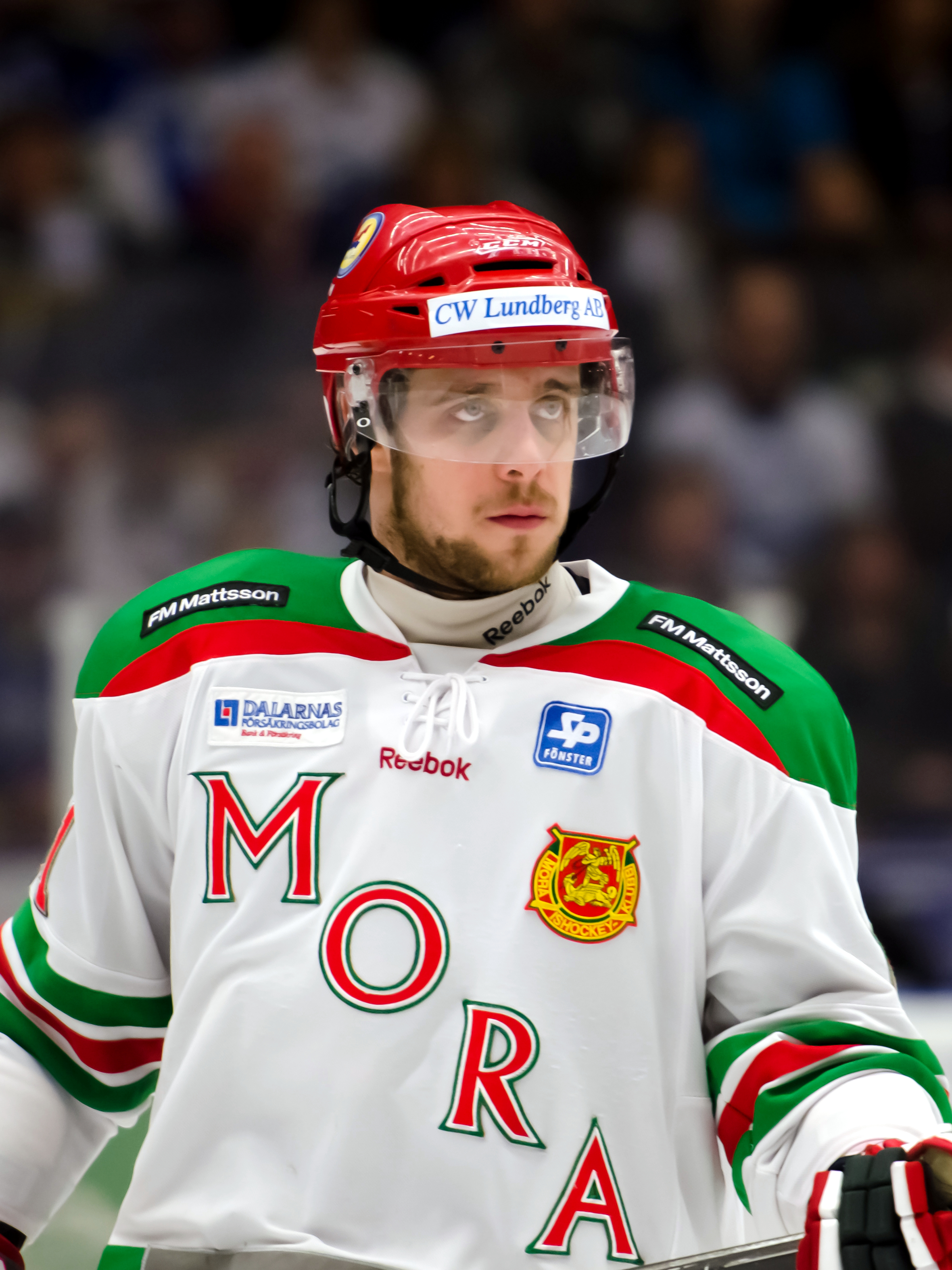
Anže Kopitar med Mora IK i Hockeyallsvenskan säsongen 2012–2013.

| 2004–05            | Södertälje         | Elitserien         | 5   | 0   | 0   | 0   | 0   | 10 | 0  | 0  | 0  | 0  |
| 2005–06            | Södertälje         | Elitserien         | 47  | 8   | 12  | 20  | 28  | —  | —  | —  | —  | —  |
| 2006–07            | Los Angeles Kings  | NHL                | 72  | 20  | 41  | 61  | 24  | —  | —  | —  | —  | —  |
| 2007–08            | Los Angeles Kings  | NHL                | 82  | 32  | 45  | 77  | 22  | —  | —  | —  | —  | —  |
| 2008–09            | Los Angeles Kings  | NHL                | 82  | 27  | 39  | 66  | 32  | —  | —  | —  | —  | —  |
| 2009–10            | Los Angeles Kings  | NHL                | 82  | 34  | 47  | 81  | 16  | 6  | 2  | 3  | 5  | 2  |
| 2010–11            | Los Angeles Kings  | NHL                | 75  | 25  | 48  | 73  | 20  | —  | —  | —  | —  | —  |
| 2011–12            | Los Angeles Kings  | NHL                | 82  | 25  | 51  | 76  | 20  | 20 | 8  | 12 | 20 | 16 |
| 2012–13            | Mora IK            | Allsvenskan        | 30  | 10  | 24  | 34  | 14  | —  | —  | —  | —  | —  |
| 2012–13            | Los Angeles Kings  | NHL                | 47  | 10  | 32  | 42  | 16  | 18 | 3  | 6  | 9  | 12 |
| 2013–14            | Los Angeles Kings  | NHL                | 82  | 29  | 41  | 70  | 24  | 26 | 5  | 21 | 26 | 14 |
| 2014–15            | Los Angeles Kings  | NHL                | 79  | 16  | 48  | 64  | 10  | —  | —  | —  | —  | —  |
| 2015–16            | Los Angeles Kings  | NHL                | 81  | 25  | 49  | 74  | 16  | 5  | 2  | 2  | 4  | 2  |
| 2016-2017          | Los Angeles Kings  | NHL                | 76  | 12  | 40  | 52  | 28  |    |    |    |    |    |
| 2017-2018          | Los Angeles Kings  | NHL                | 82  | 35  | 57  | 92  | 20  | 4  | 1  | 1  | 2  | 0  |
| NHL totalt         | NHL totalt         | NHL totalt         | 922 | 290 | 538 | 828 | 248 | 79 | 21 | 45 | 66 | 39 |
| Elitserien totalt  | Elitserien totalt  | Elitserien totalt  | 52  | 8   | 12  | 20  | 28  | 10 | 0  | 0  | 0  | 0  |
| Allsvenskan totalt | Allsvenskan totalt | Allsvenskan totalt | 30  | 10  | 24  | 34  | 14  | —  | —  | —  | —  | —  |

## Meriter
- Stanley Cup-mästare 2012
- Stanley Cup-mästare 2014
- Nominerad till Frank J. Selke Trophy 2014